# Thermoscope
Un thermoscope est un instrument destiné à déceler des différences de températures. Contrairement au thermomètre, le thermoscope ne permet pas de mesurer ces différences de manière absolue (en données quantitatives). Historiquement, c'est un dispositif pour mettre en évidence l'augmentation du volume d'une certaine quantité d'air contenue dans un récipient quand ce récipient est chauffé et sa diminution quand le récipient est refroidi.
Le mot "thermoscope" apparaît pour la première fois dans le traité "Sphaera mundi seu Cosmographia demonstrativa" publié à Bologne en 1620. L'auteur, Giuseppe Bianconi, professeur de mathématiques à Padoue depuis 1603, connait bien Galilée qui est professeur de Mathématiques à l'université de cette ville entre 1592 et 1610. Bianconi fait donc référence à l'instrument qui sera connu sous le nom de Thermoscope de Galilée.
Un type particulier de thermoscope, destiné à mesurer de très faibles différences de température entre deux lieux voisins, est inventé presque simultanément par le physicien écossais John Leslie et par l'américain Benjamin Thompson, comte de Rumford, au début du XIXe siècle.  Cet instrument est aussi appelé thermomètre différentiel.

## Thermoscopes de l'antiquité

### Philon de Byzance (IIIesiècleav. J.C.)
Dans le traité des pneumatiques, Philon de Byzance donne la première description d'un thermoscope. Il s'agit d'un ballon de plomb, vide (empli d'air) avec un bouchon étanche. Un tube en verre a une extrémité qui communique avec le ballon en traversant le bouchon, et l'autre extrémité qui plonge dans un vase plein d'eau. Quand l'appareil est placé au soleil, l'air du ballon se dilate et s'échappe en  provoquant l'apparition de bulles dans le vase plein d'eau. Placé à l'ombre, l'eau du vase remonte dans le tube. Philon en déduit que le feu est associé à l'air et qu'il l'attire. Philon met en évidence le phénomène de la variation du volume de l'air en fonction de la température mais ne le comprend pas.

### Héron d'Alexandrie (Iersiècleav. J.C)
Le thermoscope de Héron d'Alexandrie est constitué d'une boîte pleine d'eau, avec une ouverture la faisant communiquer avec l'atmosphère. Elle est surmontée d'un ballon partiellement rempli d'eau muni d'un tube vertical plongeant dans la boîte. Un autre tube, en U renversé, a une branche qui plonge dans l'eau du ballon, et l'autre branche ouverte au-dessus de la boîte. Quand l'appareil est exposé au soleil, l'air du ballon refoule dans le tube en U l'eau du ballon qui tombe goutte à goutte dans la boîte. Quand l'appareil est à l'ombre, l'eau de la boîte remonte dans le ballon, sous l'effet de la pression atmosphérique.

## Thermoscopes de la Renaissance

### Thermoscope de Santorio

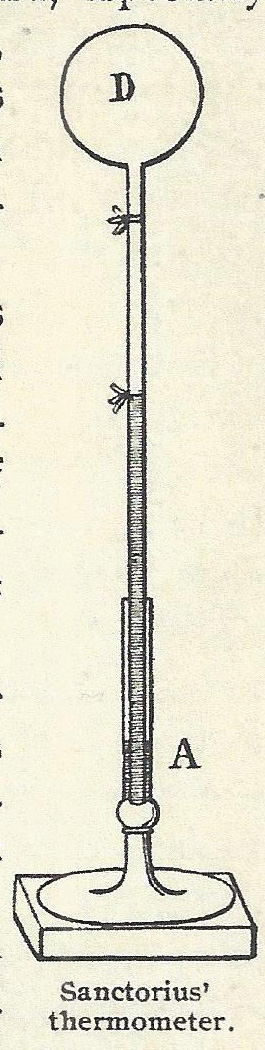
Thermoscope de Sanctorius.

En 1612, Santorio Santorio, ami de Galilée et professeur de médecine à l'université de Padoue, a l'idée de transformer le thermoscope de Galilée pour en faire un instrument de mesure de la température des malades. Il est constitué d'une petite boule de verre, emprisonnant une quantité d'air constante, et qui surmonte un tube ouvert, long et étroit, qui plonge dans un vase plein d'eau. Le malade met la boule dans sa main ou dans sa bouche.  Sous l'effet de la température, la variation de volume de l'air entraîne le déplacement du niveau de la colonne d'eau dans le tube.  Santorio utilise deux points fixes de repère : la température de la neige et celle de la flamme de bougie, entre lesquels il établit une graduation uniforme décimale.
Ce n'est pas encore exactement un thermomètre, car la valeur réelle des données obtenues est douteuse : le système est ouvert, sensible aux variations de pression atmosphérique qu'on ne soupçonnait pas encore à l'époque (il faut attendre Torriceli en 1644).  Son thermoscope était donc un thermomètre fonctionnant aussi comme un baromètre.
Malgré cet inconvénient, l'appareil permet à Santorio de démontrer que le corps humain est à température constante et qu'il ne se refroidit pas durant la nuit, comme on le croyait.  Santorio est ainsi le premier à mesurer des degrés de fièvre et à suivre leur évolution au cours d'une maladie. Il comprend qu'il faut mesurer toujours au même endroit du corps et qu'il faut attendre le temps minimum nécessaire à l'équilibre de la température du thermoscope avec celle du corps.

### Thermoscope de Galilée
La seule mention explicite du thermoscope par Galilée est celle qu'il fait dans une lettre à son ami Sagredo (p. 18-20):
« Quand l'air dans l'ampoule se contracte sous l'effet du froid, le vin monte dans le tube pour prendre la place du vide créé et quand l'air est chauffé, il est raréfié et occupe plus de place si bien qu'il repousse et fait descendre le vin. Donc, il en résulte que le froid n'est rien d'autre qu'une absence de chaleur. »

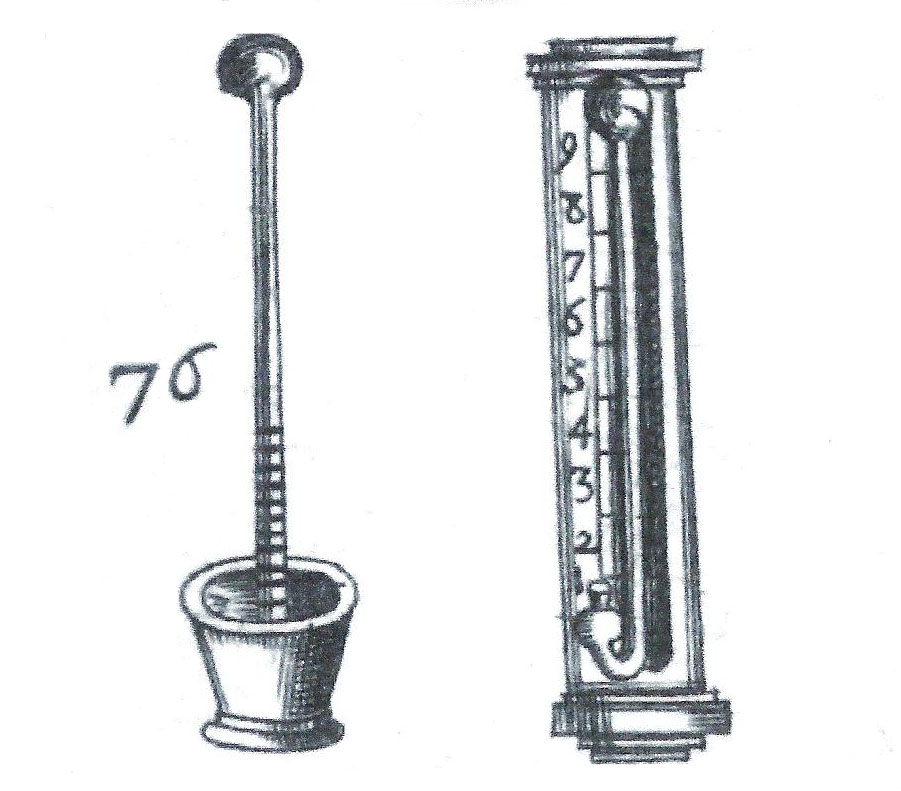
Thermomètres
selon Jean Leurechon

La meilleure description que nous ayons d'un "thermoscope de Galilée" et de son utilisation est celle que donne Jean Leurechon d'un appareil qu'il nomme thermomètre, au chapitre 76 de son ouvrage "Récréation Mathématique", publié à Pont-à-Mousson en 1624, c'est-à-dire du vivant de Galilée (mort en 1642):

#### Description
L'appareil se compose d'un tube capillaire (un tuyau très mince) maintenu verticalement, dont l'extrémité supérieure est soudée à un petit ballon (une petite bouteille) et l'extrémité inférieure plonge dans un récipient contenant de l'eau colorée ou un autre liquide.
« C'est un engin de crystal qui a une petite bouteille en haut et, par-dessous, un col longuet, ou bien un tuyau très mince, qui se termine par en bas dans un vase plein d'eau, ou bien est recourbé en arrière avec une autre petite bouteille pour y verser de l'eau ou de la liqueur telle qu'on voudra. La figure représentera mieux tout l'instrument que la parole écrite.
Mettez dans le vase d'en bas quelque liqueur teintée de bleu, de rouge ou de jaune, ou autre couleur qui ne soit pas trop chargée comme du vinaigre, du vin, de l'eau rougie ou de l'eau forte qui ait servi à graver le cuivre. »

#### Principe de fonctionnement
La variation du niveau du liquide dans le tube capillaire dépend de la variation du volume, et donc de la température, de l'air enfermé dans le ballon.
« Je dis premièrement qu'à mesure que l'air enclos dans la bouteille (supérieure) viendra à être raréfié ou condensé, l'eau montera évidemment ou descendra par le tuyau, ce que vous expérimenterez facilement, portant l'instrument d'un lieu bien chaud en un lieu bien froid. Mais, sans bouger d'une place, si vous appliquez doucement la main dessus la bouteille d'en haut, elle est si déliée et l'air si susceptible de toute impression, que, tout à l'instant, vous verrez descendre l'eau et, la main ôtée, elle remontera doucement à sa place. Ce qui est encore plus sensible quand on échauffe la bouteille avec son haleine, comme si on lui voulait dire un mot à l'oreille pour faire descendre l'eau par commandement.
La raison de ce mouvement est que l'air échauffé dans le tuyau se raréfie et se dilate et veut avoir une plus grande place. C'est pourquoi il presse l'eau et la fait descendre. Au contraire, quand l'air refroidit et condense, il vient à occuper moins de place et, partant, de crainte qu'il ne reste quelque vide, l'eau remonte incontinent. »

#### Utilisation

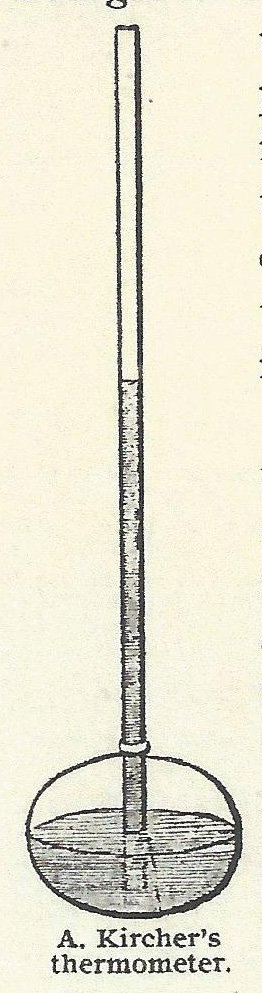
Thermoscope de Kircher, 1643

« Je dis en second lieu que par ce moyen on peut connaître les degrés de chaleur et de froidure qui sont dans l'air à chaque heure du jour. Car selon que l'air extérieur est chaud ou froid, l'air qui est enfermé dans la bouteille se raréfie et se condense, (l'eau) monte et descend. Ainsi voyons-nous que le matin l'eau est montée bien haut, puis, petit à petit, elle descend jusque bien bas vers le midi; et sur la vesprée (le soir), elle remonte. Ainsi en hiver, elle monte si haut qu'elle remplit presque tout le tuyau, mais en été, elle descend si bas qu'aux grandes chaleurs, à peine paraît-elle dans le tuyau. »

#### Utilité d'une échelle
En insérant une échelle divisée en 64 degrés le long du tube capillaire, on peut obtenir des mesures comparatives de la température en différentes circonstances.
« Ceux qui veulent déterminer ce changement par nombres et degrés, tirent quelque ligne tout au long du tuyau et la divisent en 8 degrés, selon les philosophes, ou 4 degrés, selon les médecins, sous-divisant ces 8 en 8 autres pour avoir en tout 64 parcelles. Et par ce moyen, non seulement ils peuvent distinguer sur quel degré monte l'eau au matin, à midi et à toute heure du jour, mais encore on peut connaître de combien un jour est plus froid ou plus chaud que l'autre, remarquant combien de degrés l'eau monte ou descend. On peut comparer les plus grandes chaleurs ou froidures d'un an avec celles d'une autre année. On peut savoir de combien une chambre est plus chaude que l'autre. On peut entretenir une chambre, un fourneau, une étuve en chaleur toujours égale faisant en sorte que l'eau du thermomètre demeure toujours sur un même degré. »

### Thermoscope de Kircher
En 1643,  Athanase Kircher publie un livre intitulé "Magnes, sive de arte magnetica" dans lequel il mentionne plusieurs types d'instruments qui ont la forme habituelle des thermoscopes air-eau. Cependant, il décrit un modèle original dans lequel un tube vertical plonge dans un ballon fermé à demi rempli d'eau. Lorsque l'air enfermé dans la partie supérieure du ballon est chauffé, il se dilate et la pression fait monter le liquide dans le tube. On se rapproche de la configuration que prendra le thermomètre à eau ou à alcool (p.31).

## Thermoscopes ou thermomètres différentiels (XIXesiècle)

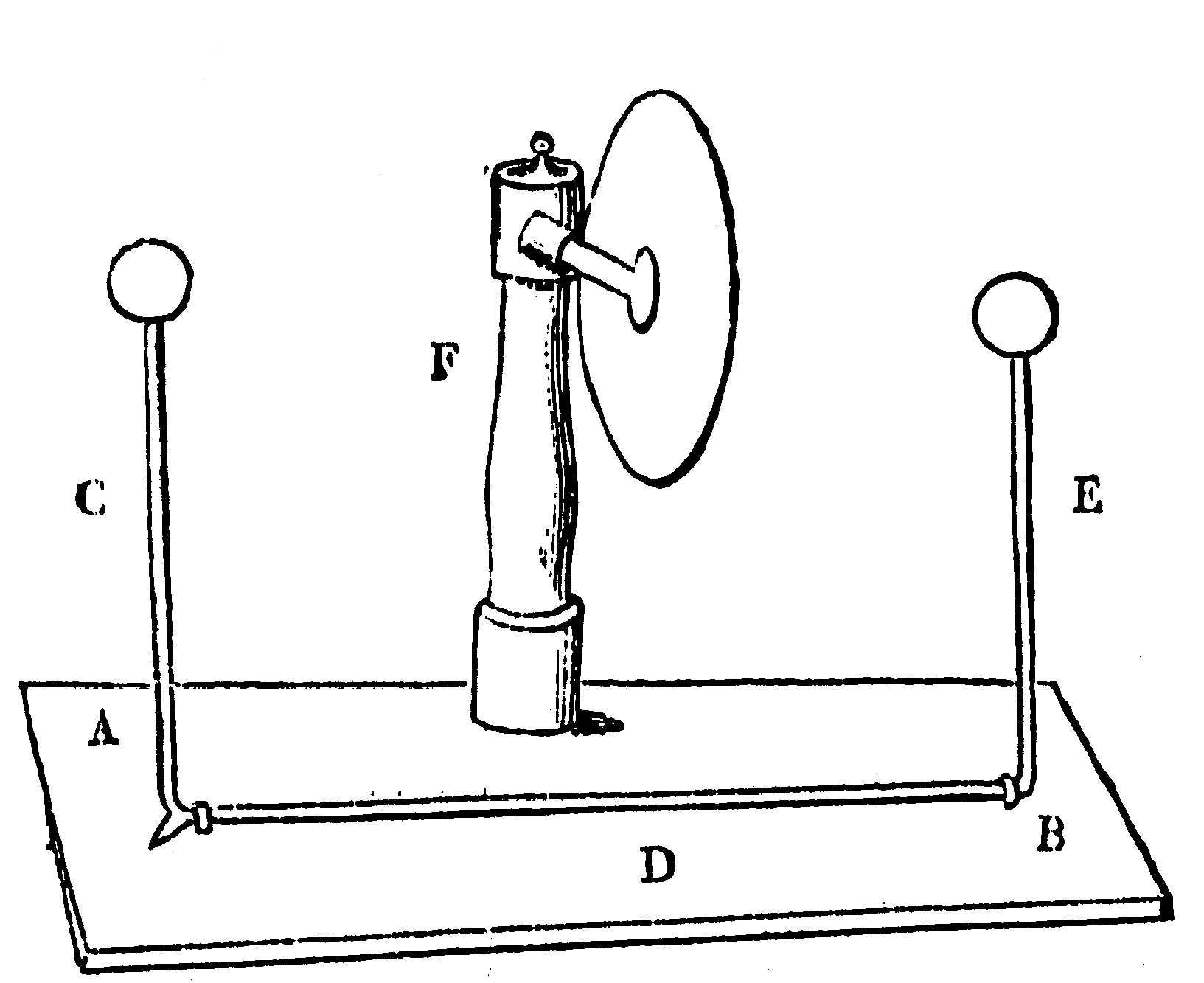
Schéma du thermoscope de Rumford, issu de son.

### Thermoscope de Rumford
Benjamin Thompson (1753-1814), comte de Rumford, présente son thermoscope de Rumford sous le titre Mémoire sur la Chaleur à la séance publique de l'Institut National le 6 prairial an 12 (25 juin 1804).
« Avec l'aide d'un instrument que j'appelle thermoscope, qui possède un degré extraordinaire de sensibilité, j'ai trouvé non seulement que les corps à toutes les températures sont rayonnants, mais aussi que les rayons des corps froids sont aussi efficaces pour refroidir les corps chauds que les rayons de ces derniers sont efficaces pour échauffer les corps froids. »
Deux petits ballons sont reliés par un tube capillaire en verre en forme de U. Le tube horizontal D contient une goutte d'esprit de vin (liquide coloré) qui sert d'index. Lorsqu'un des ballons est chauffé, l'air qu'il contient se dilate et l'index coloré se déplace vers l'autre ballon. Cet appareil permet de « mesurer, ou plutôt de découvrir ces très petites variations dans la température des corps, qui sont occasionnés par les rayonnements des corps environnants ».
« Quand l'instrument est en état d'être employé, on s'en sert de la manière suivante:
L'une des deux boules étant masquée par des écrans légers, couverts de papier doré, et mise par ce moyen à l'abri des influences (calorifiques ou frigorifiques) des corps chauds ou froids qui sont présentés à l'autre boule; l'air contenu par cette dernière étant ou échauffé ou refroidi par un corps ou plus chaud ou plus froid que le thermoscope, qui lui est ainsi présenté; l'élasticité de cet air est changée par ce changement de température et la petite colonne ou bulle d'esprit de vin qui se trouve dans la partie horizontale du tube, est mise en mouvement et forcée de prendre une autre station.
La direction du mouvement de cette bulle indique la nature du changement qui a eu lieu dans la température de l'air enfermé dans la boule à laquelle le corps est présenté, et la distance parcourue par la bulle est la mesure de l'augmentation ou de la diminution de l'élasticité, et par conséquent de la température de cet air.
Si la bulle s'éloigne de la boule à laquelle le corps en expérience a été présenté, il est évident que l'air enfermé dans la boule a été échauffé par l'influence de ce corps; mais quand la bulle d'esprit de vin marche vers cette boule, c'est une preuve que l'air dans cette boule s'est refroidi.[...]
La sensibilité de cet instrument est si grande que lorsqu'il se trouve à la température de 10° à 12° du thermomètre de Réaumur, la chaleur rayonnante de la main, quand elle est présentée à une de ses boules, à la distance de trois pieds, suffit pour faire avancer la bulle d'esprit de vin de plusieurs lignes; et les influences frigorifiques d'un disque métallique, noirci, de quatre pouces de diamètre, à la température de la glace fondante, présenté à la distance de dix-huit pouces, fait marcher la bulle dans un sens contraire, avec une vitesse très visible à l'œil. »

### Thermoscope de Leslie
John Leslie (1766-1832) invente un thermoscope différentiel de construction très proche de celui de Rumford.